# 전주효문초등학교
전주효문초등학교는 대한민국 전북특별자치도 전주시 완산구 효자동1가에 있는 초등학교이다.

## 학교 연혁
- 1993년 9월 1일 전주효문국민학교 개교
- 1996년 3월 1일 전주효문초등학교로 개명
- 1996년 4월 10일 급식소 준공
- 2004년 11월 5일 5층 다목적교실 준공
- 2006년 11월 4일 효문당 준공(급식실 및 강당)
- 2007년 11월 3일 효문 디지털 도서관 개관
- 2008년 3월 7일 효문 병설유치원 개원
- 2021년 9월 1일 제12대 김영란 교장 부임
- 2024년 1월 19일 제30회 졸업(총 졸업생 4,135명)
- 2024년 3월 1일 14학급 편성(특수학급1)

## 학교 상징
- 교화 - 목련 : 청순하고 순결한 마음, 밝고 맑은 어린이
- 교목 - 소나무 : 강한 의지와 굳센 기상, 푸른 꿈을 지닌 어린이
- 교조 - 비둘기 : 평화를 사랑하는 온유한 심성, 이웃을 사랑하는 어린이

## 참고 자료
- 전주효문초등학교 - 한국교육학술정보원 학교알리미